# Episodi de Le bizzarre avventure di JoJo
Le bizzarre avventure di JoJo è una serie televisiva anime tratta dall'omonimo manga di Hirohiko Araki. La serie ripercorre le avventure della famiglia Joestar attraverso le generazioni, a partire da fine Ottocento quando avvenne il primo incontro tra Jonathan Joestar e suo fratello adottivo Dio Brando. Ogni arco narrativo si sofferma su un diverso esponente della famiglia e presenta una diversa ambientazione: Phantom Blood ripercorre lo scontro tra Jonathan e Dio in Inghilterra; Battle Tendency la lotta tra Joseph Joestar e gli Uomini del pilastro tra Stati Uniti, Messico, Italia e Svizzera nel 1938; Stardust Crusaders, collocata nel 1987, segue Jotaro Kujo e i suoi compagni, i quali hanno sviluppato dei poteri misteriosi denominati "stand", nel loro viaggio verso l'Egitto per sconfiggere Dio; Diamond Is Unbreakable, in cui nel 1999 in una cittadina giapponese, Josuke Higashikata deve contrastare un serial killer dotato di stand; Vento Aureo, segue le vicende di Giorno Giovanna, aspirante boss dell'organizzazione mafiosa Passione, ambientato in Italia nel 2001.
Prodotta dalla David Production, la serie è trasmessa sui canali Tokyo MX, TX Network, e Animax. La prima stagione è andata in onda dal 5 ottobre 2012 al 5 aprile 2013 per un totale di 26 puntate e comprende le prime due saghe del manga: Phantom Blood dall'episodio 1 al 9 e Battle Tendency dall'episodio 10 al 26. Una seconda stagione di 48 puntate, che tratta gli eventi di Stardust Crusaders, è stata trasmessa dal 4 aprile 2014 al 19 giugno 2015. Il 24 ottobre 2015 è stato annunciato l'adattamento del quarto arco narrativo, Diamond Is Unbreakable, in una nuova stagione dell'anime. Questa ha debuttato in Giappone il 1º aprile 2016 ed è contemporaneamente resa disponibile in simulcast da Dynit sulla piattaforma VVVVID. Il resto della serie è trasmessa inoltre con sottotitoli in diverse lingue da Crunchyroll. Per ogni saga i realizzatori hanno cercato di creare uno specifico stile grafico.
La sigla di apertura della prima parte è JoJo (Sono chi no sadame) (ジョジョ～その血の運命～?), cantata da Hiroaki Tominaga, mentre quella della seconda è Bloody Stream, cantata dal gruppo Coda. La sigla di chiusura unica per i primi 26 episodi è il singolo del 1972 degli Yes: Roundabout, scelto perché era una delle canzoni che Hirohiko Araki ha rivelato di ascoltare più frequentemente durante la stesura di Phantom Blood. Stand Proud, cantata da Jin Hashimoto, è la prima opening scelta per la terza parte, mentre per la prima ending si è ricorso al singolo del 1986 delle The Bangles: Walk like an Egyptian. Per l'arco dell'Egitto, come opening viene scelta JoJo sono chi no kioku ~end of THE WORLD~ cantata da Tominaga, Coda e Hashimoto, accreditati come il gruppo JO☆STARS ~TOMMY,Coda,JIN~; mentre come ending viene scelto il singolo del 1987 del Pat Metheny Group: Last Train Home. Le sigle di apertura e di chiusura del quarto arco narrativo sono rispettivamente Crazy Noisy Bizarre Town dei The DU e il singolo del 1996 dei Savage Garden: I Want You.

## Stagioni
| Nº | Stagione Giapponese 「Kanji」 - Rōmaji | Episodi | Trasmissione                       | Trasmissione | Pubblicazione                     | Fonti         |
| Nº | Stagione Giapponese 「Kanji」 - Rōmaji | Episodi | Giappone                           | Italia       | Giappone                          | Fonti         |
| 1  | Le bizzarre avventure di JoJo 「ジョジョの 奇妙な冒険」 - Jojo no kimyō na bōken                                                                         | 1-26    | 2012-2013                          | 2025         | 30 gennaio 2013 27 settembre 2013 | [ 9 ]         |
| 2  | Le bizzarre avventure di JoJo: Stardust Crusaders 「ジョジョの 奇妙な冒険 スターダストクルセイダース」 - Jojo no kimyō na bōken: Sutādasuto Kuruseidāsu  | 27-74   | 2014-2015                          | -            | 30 luglio 2014 30 settembre 2015  | [ 12 ]        |
| 3  | Le bizzarre avventure di JoJo: Diamond Is Unbreakable 「ジョジョの 奇妙な冒険 ダイヤモンドは砕けない」 - Jojo no kimyō na bōken: Daiyamondo wa kudakenai | 75-113  | 2016                               | -            | 22 giugno 2016 28 giugno 2017     | [ 14 ]        |
| 4  | Le bizzarre avventure di JoJo: Vento Aureo 「ジョジョの 奇妙な冒険 黄金の風」 - Jojo no kimyō na bōken: Ōgon no kaze                                     | 114-152 | 2018-2019                          | -            | 19 dicembre 2018 13 novembre 2019 | [ 16 ]        |
| 5  | Le bizzarre avventure di JoJo: Stone Ocean 「ジョジョの奇妙な冒険 ストーンオーシャン」 - Jojo no kimyō na bōken: Sutōn Ōshan                             | 153-190 | 2021-2022 (Netflix) 2022-2023 (TV) | 2021-2022    | 30 novembre 2022 31 maggio 2023   | [ 19 ] [ 20 ] |